# Донецк II
Железнодорожная станция Донецк-2 (укр. Донецьк-2) — станция Донецкой железной дороги. Находится в Калининском районе Донецка. Код станции:484103.
Со станции отправляются составы:
- Донецк-2 — Макеевка-Грузовая (№ 6174)
- Донецк-2 — Иловайск (№ 6870, 6850).

Принимаются составы:
- Иловайск — Донецк-2 (№ 5401, 6869, 6849).

Проходят транзитные составы:
- Иловайск — Ясиноватая (№ 6071)
- Красноармейск — Иловайск (№ 6030)
- Цукуриха — Ясиноватая — Иловайск (№ 6834)
- Макеевка-Грузовая — Ясиноватая (№ 6147), Ясиноватая — Иловайск (№ 6014)

Рядом с железнодорожной станцией планируется станция «Горняцко-Макеевской» линии донецкого метрополитена «Донецк-2».
В рамках подготовки Донецка к чемпионату Европы по футболу 2012 года станция Донецк-2 рассматривалась как один из вариантов строительства нового железнодорожного вокзала.